# مناره‌های دردشت
مناره‌های دردشت بنایی تاریخی است در اصفهان. این  بنا بر روی آرامگاه سلطان بخت‌آقا  مدفن سلطان بخت آغا برادرزادهٔ شاه شیخ ابواسحاق، پادشاه سدهٔ هشتم خورشیدی ساخته شده است. مربوط به سدهٔ ۷ و ۸ ه‍.ق است و در اصفهان، خیابان ابن سینا، بازارچه دردشت، کوی دردشت واقع شده و این اثر در تاریخ ۱۵ دی ۱۳۱۰ با شمارهٔ ثبت ۱۱۵ به‌عنوان یکی از آثار ملی ایران به ثبت رسیده‌است.
خواجه حافظ شیرازی درباره سلطان بخث‌آقا این چنین گفته است:
| راستی خاتم فیروزهٔ بواسحاقی |  | خوش درخشید ولی دولت مستعجل بود |

سلطان بخت پس از قتل عمویش به دست آل مظفر، تصمیم می‌گیرد با ازدواج با سلطان محمود آل مظفر به دربار او نفوذ کرده و میان شاهزادگان این خاندان را به هم بزند و به این ترتیب انتقام خون عمویش را بگیرد. در این راه برادرشوهرش نیز به او کمک می‌کند. چندی نمی‌گذرد که سلطان مظفر به توطئه‌های همسرش پی می‌برد و دستور قتل او را می‌دهد. مدتی پس از قتل سلطان بخت آغا، جلال‌الدین مسعودشاه اصفهان را متصرف می‌شود و دستور می‌دهد بر روی گور آن بانو آرامگاهی بسیار زیبا بسازند. بنای کنونی این آرامگاه کنار مناره‌های دردشت واقع شده است و هیچگونه تزئیناتی ندارد و با لایه‌ای از گچ پوشیده شده است، ولی در گذشته قطعاً دارای تزئینات نقاشی بوده است. سطح بیرونی گنبد سلطان بخت آغا دارای تزئیناتی از کاشی‌های فیروزه‌ای و لاجوردی بر زمینهٔ آجری است.

## عکس

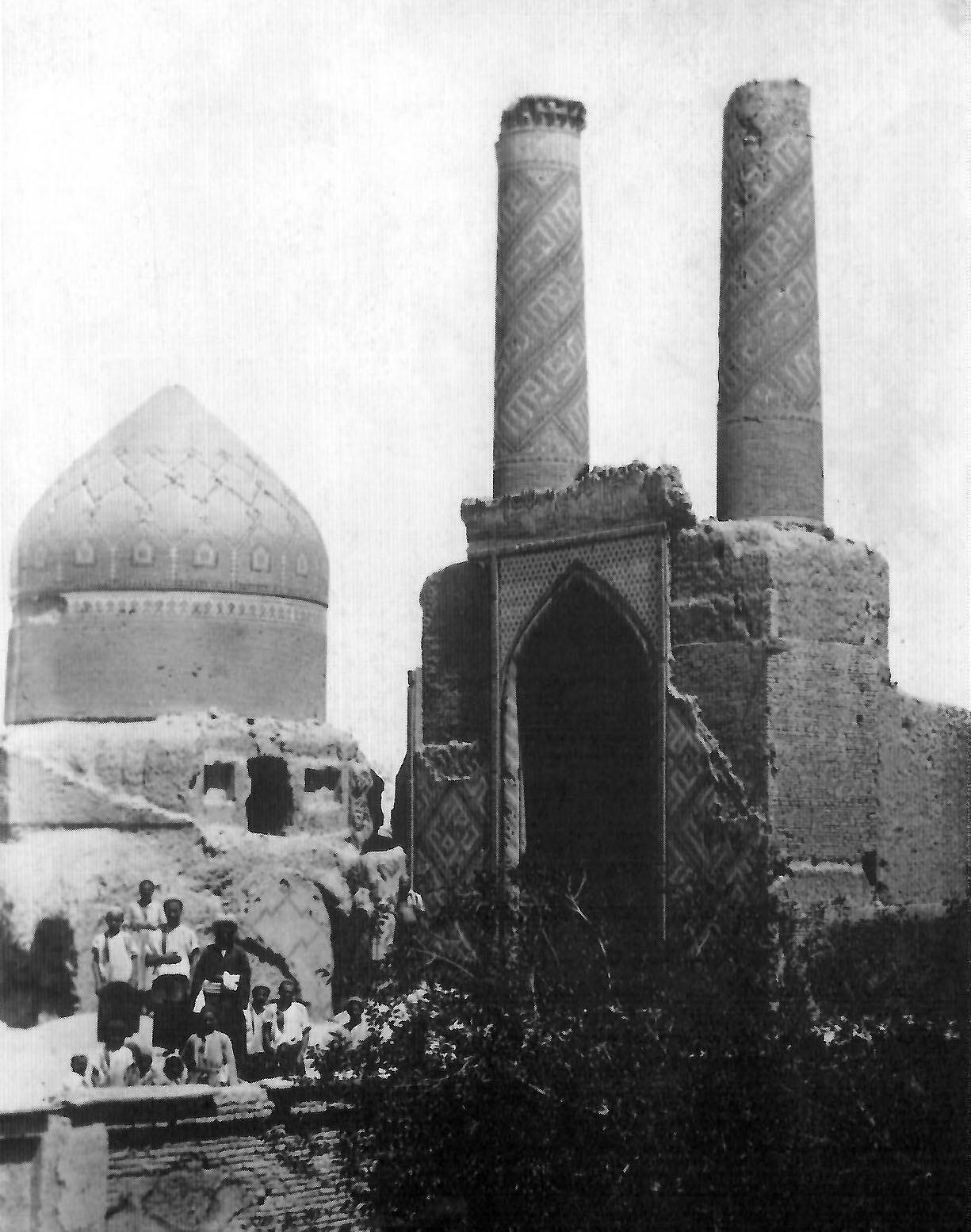
در زمان ناصرالدین شاه
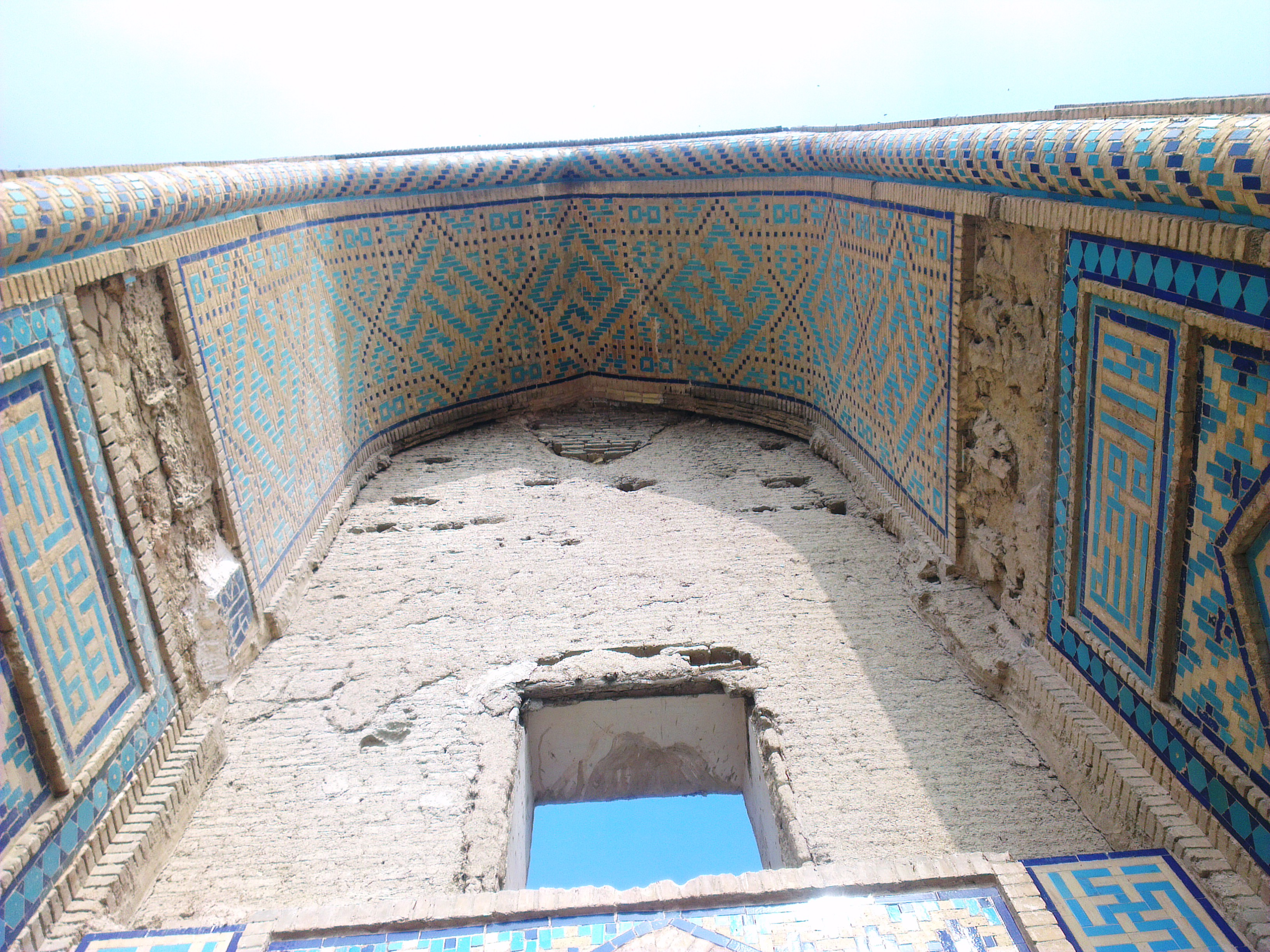
ورودی و کاشی کاری مسجد دردشت
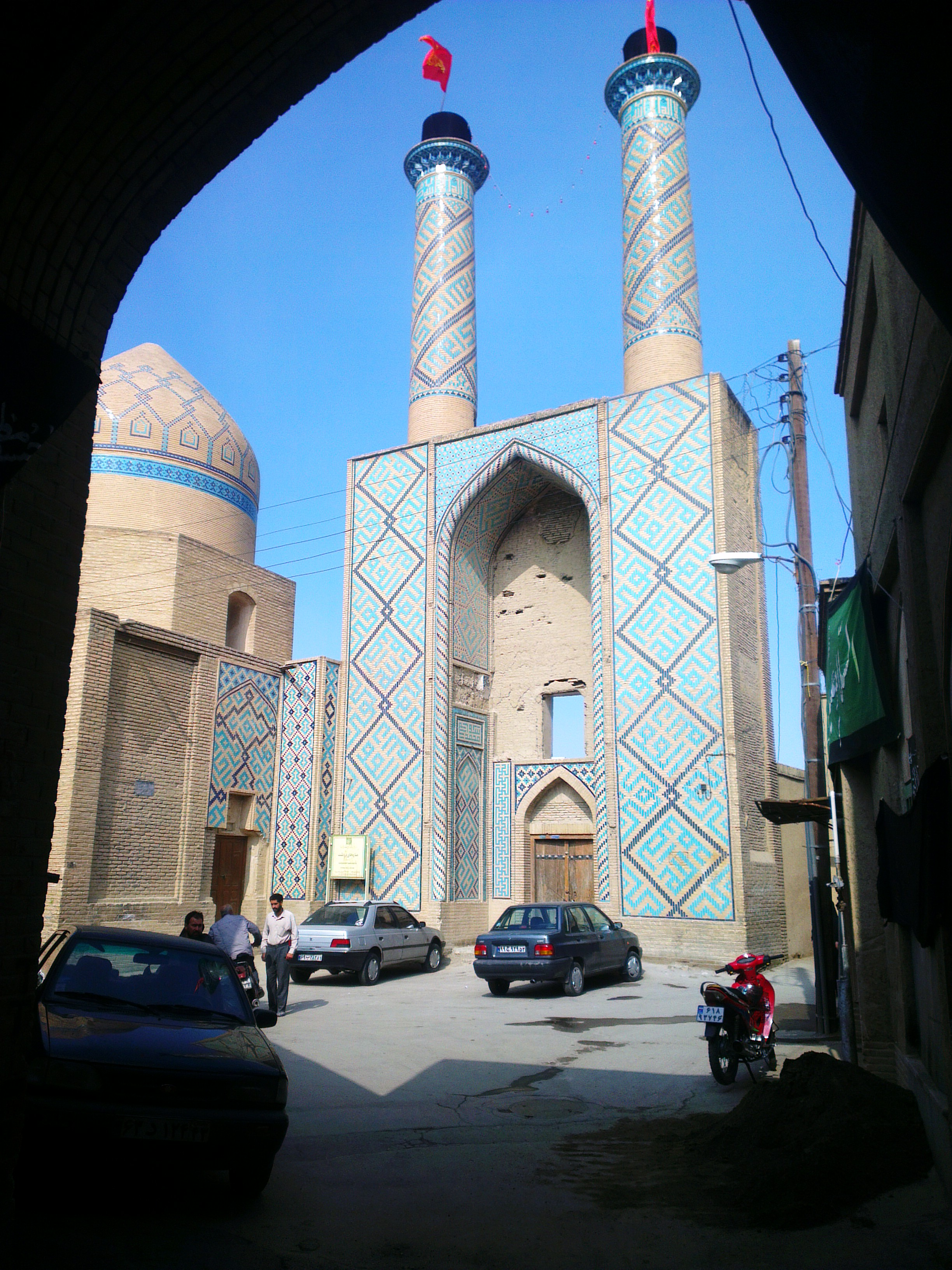
مسجد و مناره‌ها از نمای بازار دردشت
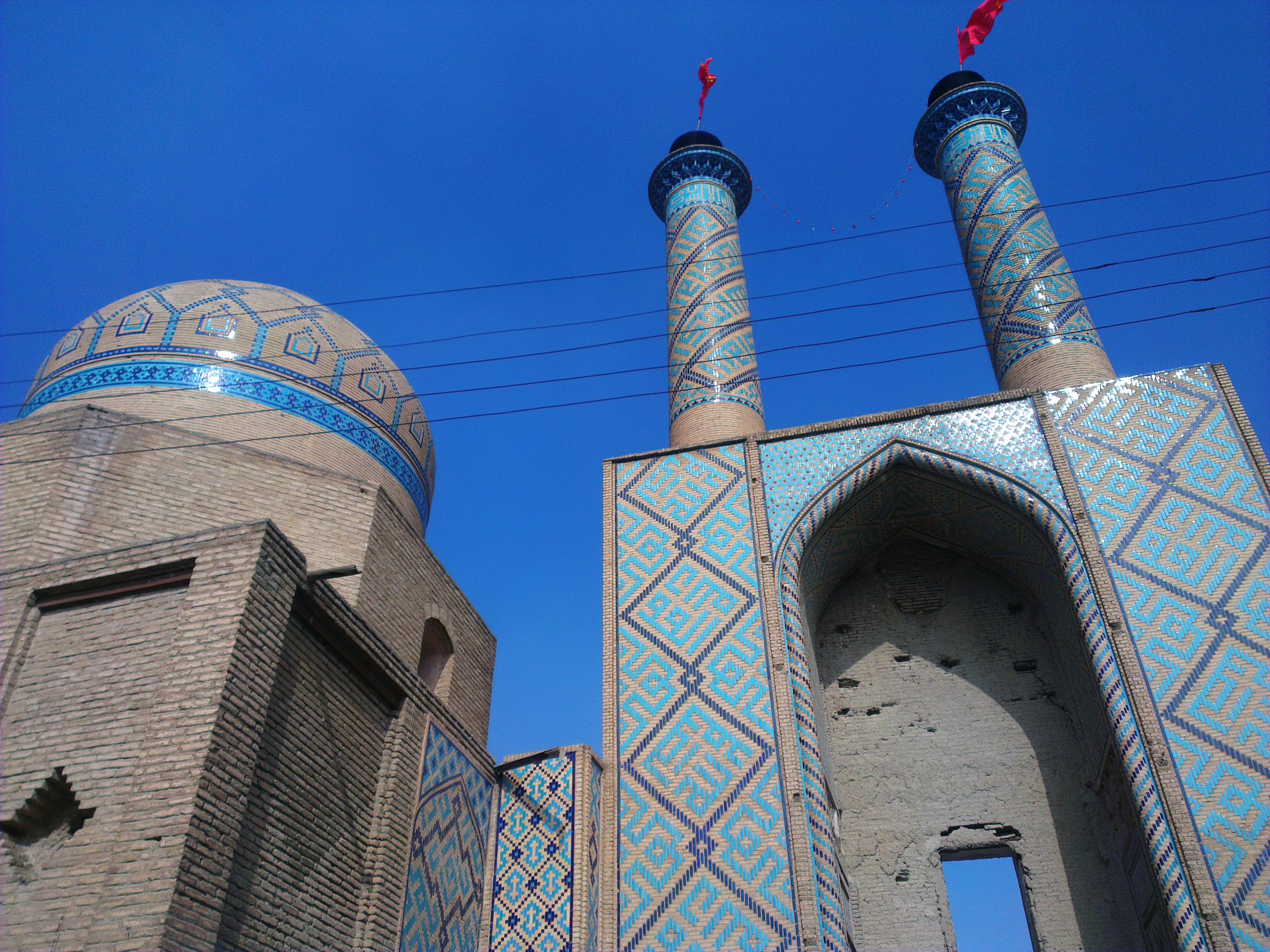
مسجد و مناره‌ها دردشت
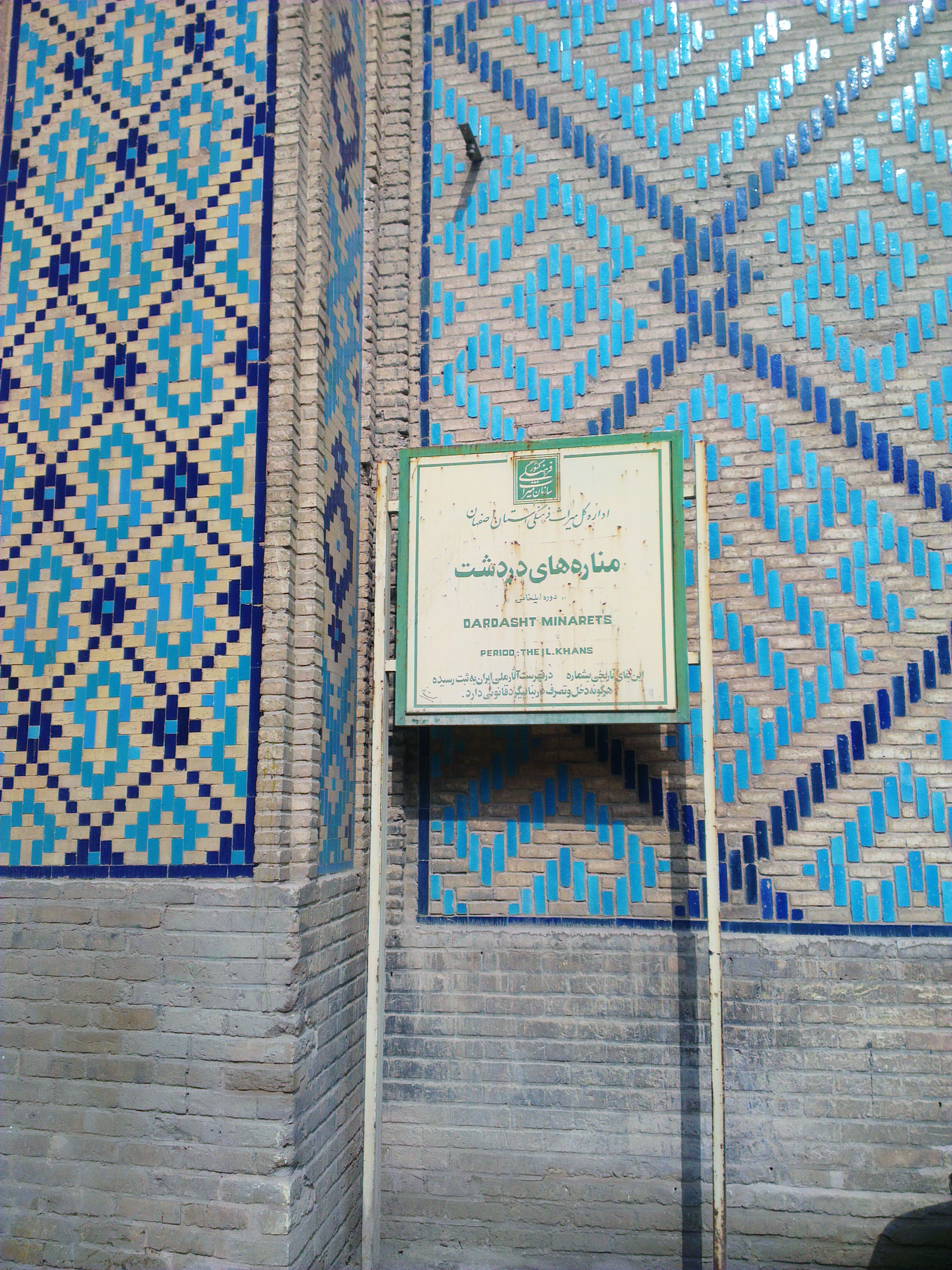
مسجد و مناره‌ها دردشت
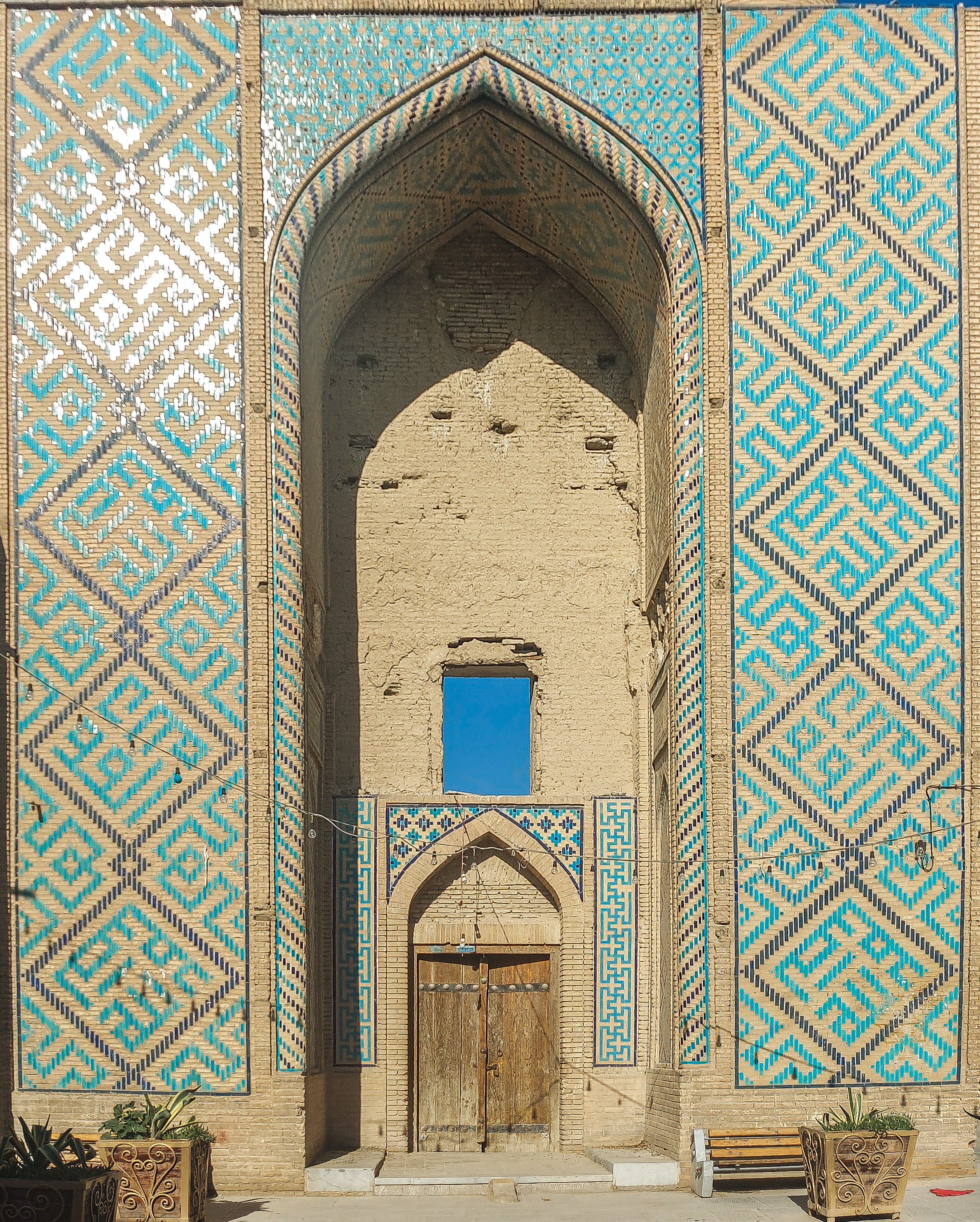
دردشت اصفهان